# 아시아 시리즈

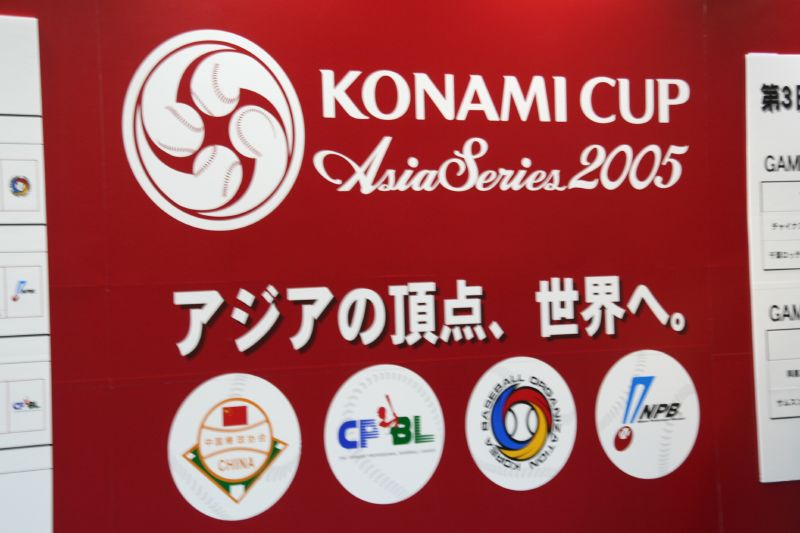
2005년 아시아시리즈 당시의 로고

아시아 시리즈(영어: Asia Series, 일본어: アジアシリーズ 아지아 시리즈[*], 중국어 간체자: 亚洲职棒大赛, 정체자: 亞洲職棒大賽, 병음: Yàzhōu Zhíbàng Dàsài 야저우 즈방 다싸이[*])는 2005년부터 2013년까지 열린 아시아·오스트레일리아 국가 간의 국제 야구 대회이다. 매년 11월경에 열리며 각 나라의 프로야구 리그 우승 팀을 대표로 하여 경기를 펼쳤다.
이 대회는 원래 코나미컵이라는 명칭과 혼용하였지만, 후원사였던 코나미사가 2008년부터 후원을 중단함에 따라 2008년과 2011년 대회는 아시아 시리즈라는 명칭만 사용하였다. 대한민국에서 개최되는 2012년 대회에서는 넷마블의 후원을 받아 ‘마구매니저 아시아시리즈2012’.라는 표기를 사용한다.

## 역사
2009년과 2010년에는 아시아 시리즈가 개최되지 못하고 대신 일부 국가끼리만 비슷한 대회를 개최하였다. 일본 야구 기구(NPB)측에서 2009년 아시아 시리즈를 대신하여, '한일 클럽 챔피언십'을 열기로 결정하고, KBO(KBO)측과 이에 대해 합의하였다. 이후 중화민국이 적극적으로 아시아 시리즈의 부활을 주장하여, 아시아 시리즈는 2010년 중화민국에서 개최하는 조건으로 다시 부활하게 되었다. 그러나 계획이 취소되어 2010년도 한일 클럽 챔피언십과 한국-대만 프로야구 챔피언 결정전 대회 개최가 결정되었다.
2011년부터는 잠시 폐지되었던 아시아 시리즈를 부활시키는데 4개국 야구 협회가 잠정적으로 합의하여, 중화민국 타이중에서 다시 개최되었다. 하지만 중국 리그가 “팀워크 문제 등 여러 사정에 의해” 빠지게 되면서 2011년부터는 오세아니아에 위치한 호주 리그 우승 팀이 대신 출전하게 되었다. 2012년에는 대한민국에서 개최하기로 확정되었고, 차이나 스타스가 재참가하고 한국시리즈 준우승 팀까지 포함된 6개팀 참가로 확대될 계획이다.
2012년에는 대한민국에서 두 팀(한국시리즈 우승 팀과 롯데 자이언츠)이 참가했다. 또한 중화인민공화국(중국)은 2007년까지 자국의 올스타 팀(차이나 스타즈)으로 구성하였으나, 2008년 자국의 프로야구 리그 우승 팀이 출전하였다. 하지만 2011년에는 불참하였고, 2012년에는 다시 차이나 스타즈가 출전하기로 하였다. 2008년까지는 대회가 일본의 도쿄 돔에서 개최되었다. 2011년 대회부터는 오세아니에에 위치한 오스트레일리아 우승 팀이 참가하였다. ABL은 전년도 하반기~다음 연도 상반기까지 즉 추춘제 일정에 걸쳐서 1년 스케줄이 편성되기 때문에, 아시아 시리즈 개최 이전 해 하반기~아시아 시리즈 개최 연도 상반기 우승 팀이 참가한다. 2011년 아시아 시리즈를 예로 들면, 2010~2011 오스트레일리안 베이스볼 리그 우승 팀인 퍼스 히트가 참가했다. 2013년 다시 중국이 불참을 선언하면서, 2012 유럽 챔피언스 컵 우승 팀인 포르티투도 베이스볼 볼로냐가 참가한다. 2014년 세계 야구 소프트볼 연맹(WBSC)의 공식 대회로 인정 받았다.
2013년 타이중 저우지 야구장에서 열린 아시아시리즈에서 캔버라 카발리가 대만 CPBL의 통이 세븐일레븐 라이언스를 꺾고 아시아시리즈 첫 번째 우승이자 오스트레일리아 프로팀으로써 최초로 우승을 차지했다.
2014년 아시아 시리즈는 11월 5일 타이완에서 열릴 예정이었으며, 한국은 아시안게임 일정으로 밀리게 되어 불참할 예정이었다. 다만 내년 아시아 시리즈에서는 중남미 우승 팀이 참가한다는 보도가 나왔다. 게다가 일본은 메이저 리그와의 교류전 일정이 잡히기도 해서 결국 2014년 대회 자체가 무산되었다.
2015년에는 프리미어 12로 인하여 취소되었고, 결국 2016년에도 개최되지 못했다. 결국 2017년부터 아시아 프로야구 챔피언십으로 대체된다.

## 개요
각국의 프로야구리그에서 우승한 팀들이 국가 대표로 나서 3경기의 조별예선전을 치른 뒤 성적이 좋은 2팀(조별 1,2위팀)이 준결승에 진출하게 되면, 준결승에서 이긴 팀 결승에 진출하게 된다. 우승 상금으로는 우승 팀은 4억 6000만원, 준우승 팀은 3억원, 3위,4위는 1억 5000만원, 5위,6위는 7000만원씩 돌아가게 된다.

## 대회 규정
- 예선 토너먼트에서는 연장 15회까지 제한이 있으나 결승전은 제한이 없다(그러나 1회 대회 때는 경기시간이 4시간을 넘어가게 되면 경기종료를 선언하였다).
- 동률이 나오면 승자승, 실점이 적은 팀, 자책점이 적은 팀, 팀 타율이 높은 팀, 코인토스의 순서로 순위를 가린다.
- 무승부의 경우는 승률을 0.5승으로 계산한다.
- 예선 토너먼트에서만 7회까지 10점 이상 차이가 나면 콜드게임을 선언한다.
- 지명타자제가 적용이 된다.

## 참가국
- 일본야구기구 (NPB) / 12개 구단
- 중국야구협회 (CBA) / 7개 구단
- 중화 직업야구 대연맹 (CPBL) / 4개 구단
- 한국야구위원회 (KBO) / 10개 구단
- 오스트레일리아 야구 연맹 (ABF) / 6개 구단
- 유럽 야구 연맹 (CEB) - 초청팀
  -  이탈리안 베이스볼 리그 (IBL) / 8개 구단

## 역대 대회 결과
- 3위 이하를 결정하는 승부는 없었지만, 아래 표에서는 승·무·패와 점수 등을 종합하여 순위를 매겼다. 2011년까지는 네 팀이 대회에 참가하였고, 2012년부터 여섯 팀이 대회에 참가한다.
- 2005년 대회, 2006년 대회, 2007년 대회, 2008년 대회, 2012년 대회는 중화민국(타이완)은 중화 타이베이로서 출전한다(타이완 문제 참고).

### 코나미컵
2005–2007
| 연도      | 개최지 |                          | 우승 | 점수          | 준우승                               |   | MVP | 팀 수 |
| 2005 상세 | 도쿄   | 지바 롯데 마린스         | 5–3  | 삼성 라이온즈 | 베니 아그바야니 지바 롯데 마린스     | 4 |     |       |
| 2006 상세 | 도쿄   | 홋카이도 닛폰햄 파이터스 | 1–0  | 라뉴 베어스   | 다르빗슈 유 홋카이도 닛폰햄 파이터스 | 4 |     |       |
| 2007 상세 | 도쿄   | 주니치 드래곤스          | 6–5  | SK 와이번스   | 이바타 히로카즈 주니치 드래곤스      | 4 |     |       |

### 아시아 시리즈
2008, 2011–2013
| 연도      | 개최지 |                          | 우승 | 점수                       | 준우승                                 |   | MVP | 팀 수 |
| 2008 상세 | 도쿄   | 사이타마 세이부 라이온스 | 1–0  | 통이 세븐일레븐 라이언스   | 사토 도모아키 사이타마 세이부 라이온스 | 4 |     |       |
| 2011 상세 | 타이중 | 삼성 라이온즈            | 5–3  | 후쿠오카 소프트뱅크 호크스 | 장원삼 삼성 라이온즈                   | 4 |     |       |
| 2012 상세 | 부산   | 요미우리 자이언츠        | 6–3  | 라미고 몽키스              | 사카모토 하야토 요미우리 자이언츠      | 6 |     |       |
| 2013 상세 | 타이중 | 캔버라 캐벌리            | 14–4 | 통이 세븐일레븐 라이언스   | 잭 머피 캔버라 캐벌리                  | 6 |     |       |

## 역대 전적
3위 이하를 결정하는 승부는 없었지만, 아래 표에서는 승·무·패와 점수 등을 종합하여 순위를 매겼다.
(2012년 대회때 대한민국 2팀 참가했고, 2013년 대회때 중화민국 2팀참가했다.)

### 국가별 전적
| 순위 | 국가           | 우승 | 준우승 | 3위 | 4위 | 5위 | 6위 | 참가 횟수 |
| ---- | -------------- | ---- | ------ | --- | --- | --- | --- | --------- |
| 1    | 일본           | 5    | 1      | 1   | -   | -   | -   | 7         |
| 2    | 대한민국       | 1    | 2      | 3   | 2   | -   | -   | 8         |
| 3    | 오스트레일리아 | 1    | -      | -   | 1   | 1   | -   | 3         |
| 4    | 중화민국       | -    | 4      | 3   | -   | 1   | -   | 8         |
| 5    | 중국           | -    | -      | -   | 4   | -   | 1   | 5         |
| 6    | 이탈리아       | -    | -      | -   | -   | -   | 1   | 1         |

- 우승 기록
  -  일본 : 5회(2005~2008, 2012)
  -  대한민국 : 1회(2011)
  -  오스트레일리아 : 1회(2013)

### 팀별 기록
| 순위 | 팀                         | 국가           | 우승 | 준우승 | 3위 | 4위 | 5위 | 6위 | 참가 횟수 |
| ---- | -------------------------- | -------------- | ---- | ------ | --- | --- | --- | --- | --------- |
| 1    | 삼성 라이온즈              | 대한민국       | 1    | 1      | 2   | 1   | -   | -   | 5         |
| 2    | 사이타마 세이부 라이온스   | 일본           | 1    | -      | -   | -   | -   | -   | 1         |
| 2    | 지바 롯데 마린스           | 일본           | 1    | -      | -   | -   | -   | -   | 1         |
| 2    | 홋카이도 닛폰햄 파이터스   | 일본           | 1    | -      | -   | -   | -   | -   | 1         |
| 2    | 주니치 드래곤스            | 일본           | 1    | -      | -   | -   | -   | -   | 1         |
| 2    | 캔버라 카발리              | 오스트레일리아 | 1    | -      | -   | -   | -   | -   | 1         |
| 2    | 요미우리 자이언츠          | 일본           | 1    | -      | -   | -   | -   | -   | 1         |
| 8    | 통이 세븐일레븐 라이언스   | 중화민국       | -    | 2      | 2   | -   | -   | -   | 4         |
| 9    | SK 와이번스                | 대한민국       | -    | 1      | 1   | -   | -   | -   | 2         |
| 9    | 라뉴 베어스                | 중화민국       | -    | 1      | -   | -   | -   | -   | 1         |
| 9    | Lamigo 몽키스              | 중화민국       | -    | 1      | -   | -   | -   | -   | 1         |
| 9    | 후쿠오카 소프트뱅크 호크스 | 일본           | -    | 1      | -   | -   | -   | -   | 1         |
| 13   | 싱농 불스                  | 중화민국       | -    | -      | 1   | -   | -   | -   | 1         |
| 14   | 도호쿠 라쿠텐 골든이글스   | 일본           | -    | -      | 1   | -   | -   | -   | 1         |
| 15   | 차이나 스타스              | 중국           | -    | -      | -   | 3   | -   | 1   | 4         |
| 16   | 톈진 라이언스              | 중국           | -    | -      | -   | 1   | -   | -   | 1         |
| 16   | 롯데 자이언츠              | 대한민국       | -    | -      | -   | 1   | -   | -   | 1         |
| 16   | 퍼스 히트                  | 오스트레일리아 | -    | -      | -   | 1   | 1   | -   | 2         |
| 19   | EDA 라이노스               | 중화민국       | -    | -      | -   | -   | 1   | -   | 1         |
| 20   | 포르티투도 베이스볼 볼로냐 | 이탈리아       | -    | -      | -   | -   | -   | 1   | 1         |

## 같이 보기
- 아시아 프로야구 챔피언십
- 한일 프로 야구 슈퍼 게임
- 한일 클럽 챔피언십
- 한국-대만 클럽 챔피언십
- 아시아 야구 선수권 대회
- 유러피안 야구 컵
- 캐리비안 시리즈
- 라틴아메리카 시리즈